# Horcajada de la Torre
Horcajada de la Torre es una localidad española del municipio de Torrejoncillo del Rey, perteneciente a la provincia de Cuenca, en la comunidad autónoma de Castilla-La Mancha. Cuenta con 28 habitantes (INE, 2016).

## Localización y accesos
Está situada a medio camino entre Tarancón y Cuenca junto a la autovía A-40. Salida 270.

## Historia
A mediados del siglo XIX, la villa, por entonces con ayuntamiento propio, tenía contabilizada una población de 545 habitantes. Aparece descrita en el noveno volumen del Diccionario geográfico-estadístico-histórico de España y sus posesiones de Ultramar de Pascual Madoz de la siguiente manera:

HORCAJADA DE LA TORRE: v. con ayunt. en la prov. y dióc. de Cuenca (6 leg.), part. jud. de Huete (3), aud. terr. de Albacete (21), y c. g. de Madrid (18): sit. en la falda de una colina de pequeña altura en el ángulo formado por la union de 2 valles y dominada por NE. y S. de elevados cerros: su clima es templado, los vientos que reinan los de N. y S. y las enfermedades mas comunes calenturas intermitentes. Consta de 140 casas de 2 pisos y algunas de buena construccion, la de ayunt. se halla casi arruinada y el pósito que es hermoso edificio se halla en buen estado; las calles son poco cómodas y mal empedradas: hay escuela de primeras letras á la que concurren 40 niños, y el maestro tiene de dotacion 1,100 rs.; una fuente de buenas aguas para surtido del vecindario y en su térm. infinidad de manantiales; la igl. parr. es de buena arquitectura con una fachada y torre de piedra de silleria muy bien labrada, su advocacion San Pedro Apóstol, y está servida por un cura de entrada y un sacristan, ademas hay una ermita bajo la advocacion de Ntra. Sra. de los Remedios cuya festividad se celebra el 8 de setiembre. Confina el térm. por N con Pineda á (1 leg); por E. Villarejo sobre Huerta y Naharros (1); S. Torrejoncillo del Rey (1/2), y O. los Valparaisos de arriba y abajo (1). El terreno es de mediana calidad y se riega gran parte con las aguas del Giguela que pasa inmediato al pueblo y de otros 2 arroyos que vienen á unirse á aquel á 40 pasos de dist. al O. del pueblo; hay bastante plantío de viñedo y olivos, algunos frutales y muchas plantas medicinales y entre estas mucho malvabisco y regaliz. Los caminos son locales y la carretera de Madrid á Cuenca pasa por la orilla del pueblo donde hay un magnifio puente de silleria de 3 arcos sobre el mencionado r. y un portazgo proximo á este. La correspondencia se recibe en su estafeta de Cuenca y Tarancon para los l. circunvecinos. prod.: trigo, cebada, avena, centeno, patatas, judias, garbanzos, almortas, vino, aceite y miel; se cria ganado lanar y algun cabrio, caza de liebres, conejos y perdices, y pesca de peces y muchos cangrejos. ind.: la agrícola y algunos telares de lienzos y cordellates del pais, 4 molinos harineros y uno de aceite. comercio: está reducido á la venta de cereales y compra de algunos artículos de que carecen. pobl.: 137 vec., 545 alm. cap. prod.: 1.755,220 rs. imp.: 87,761. El presupuesto municipal asciende á 5,509 y se cubre con el producto de las fincas de propios y otros arbitrios.
(Madoz, 1847, p. 224)

El municipio desapareció en 1974, al ser incorporado junto con los de Villar del Águila y Villas de Naharros al término municipal de Torrejoncillo del Rey.

## Demografía
| Gráfica de evolución demográfica de Horcajada de la Torre entre 1842 y 1970 |
| |
| Población de derecho según los censos de población del INE Población de hecho según los censos de población del INEEntre el censo de 1981 y el anterior, este municipio desaparece porque se integra en el municipio Torrejoncillo del Rey |

## Patrimonio

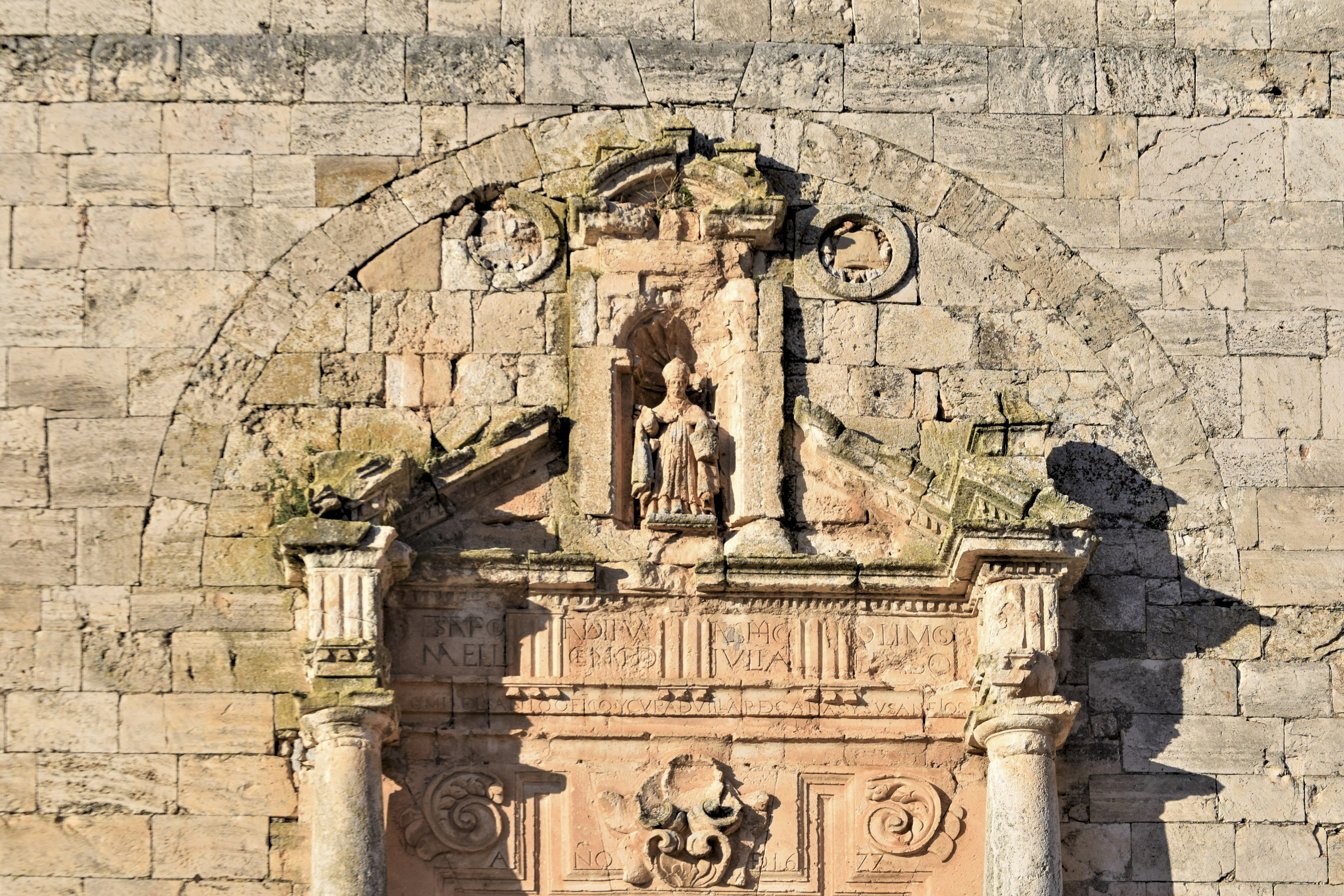
Hornacina exterior de la iglesia de San Pedro Apóstol

En la localidad hay una iglesia bajo la advocación de San Pedro Apóstol.